# Santa Teresa Gallura
Santa Teresa Gallura település Olaszországban, Szardínia régióban, Olbia-Tempio megyében. Lakosainak száma 5025 fő (2023. január 1.). Santa Teresa Gallura Palau, Tempio Pausania és Aglientu községekkel határos.

## Népesség
A település lakossága az elmúlt években az alábbi módon változott:
| Lakosok száma | 5279 | 5390 | 5025 |
|               | 2017 | 2018 | 2023 |